# Стрнишче
Стрнишче (словен. Strnišče) је насељено место у општини Кидричево, Подравска регија, Словенија.

## Историја
До територијалне реорганизације у Словенији било је у саставу старе општине Птуј.

## Становништво
У попису становништва из 2011. године, Стрнишче је имало 110 становника.
| Број становника према пописима | Број становника према пописима | Број становника према пописима |
| ------------------------------ | ------------------------------ | ------------------------------ |
| 1991                           | 2002                           | 2011                           |
| 125                            | 105                            | 110                            |

Напомена: Године 1974. настала спајањем посебних делова из насеља Жупечја вас и Кидричево.